# 훙둥 지진
훙둥 지진(洪洞地震)은 1303년 9월 25일에, 현재의 중국 훙둥현 부근에서 발생한 지진이다. 규모는 M8.0. 이 지진으로 적어도 200,000명이상의 사망자가 발생했다.

## 같이 보기
- 중국의 지진 목록